# Pension

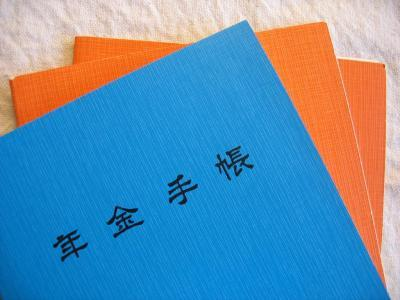
Japanska pensionshandböcker.

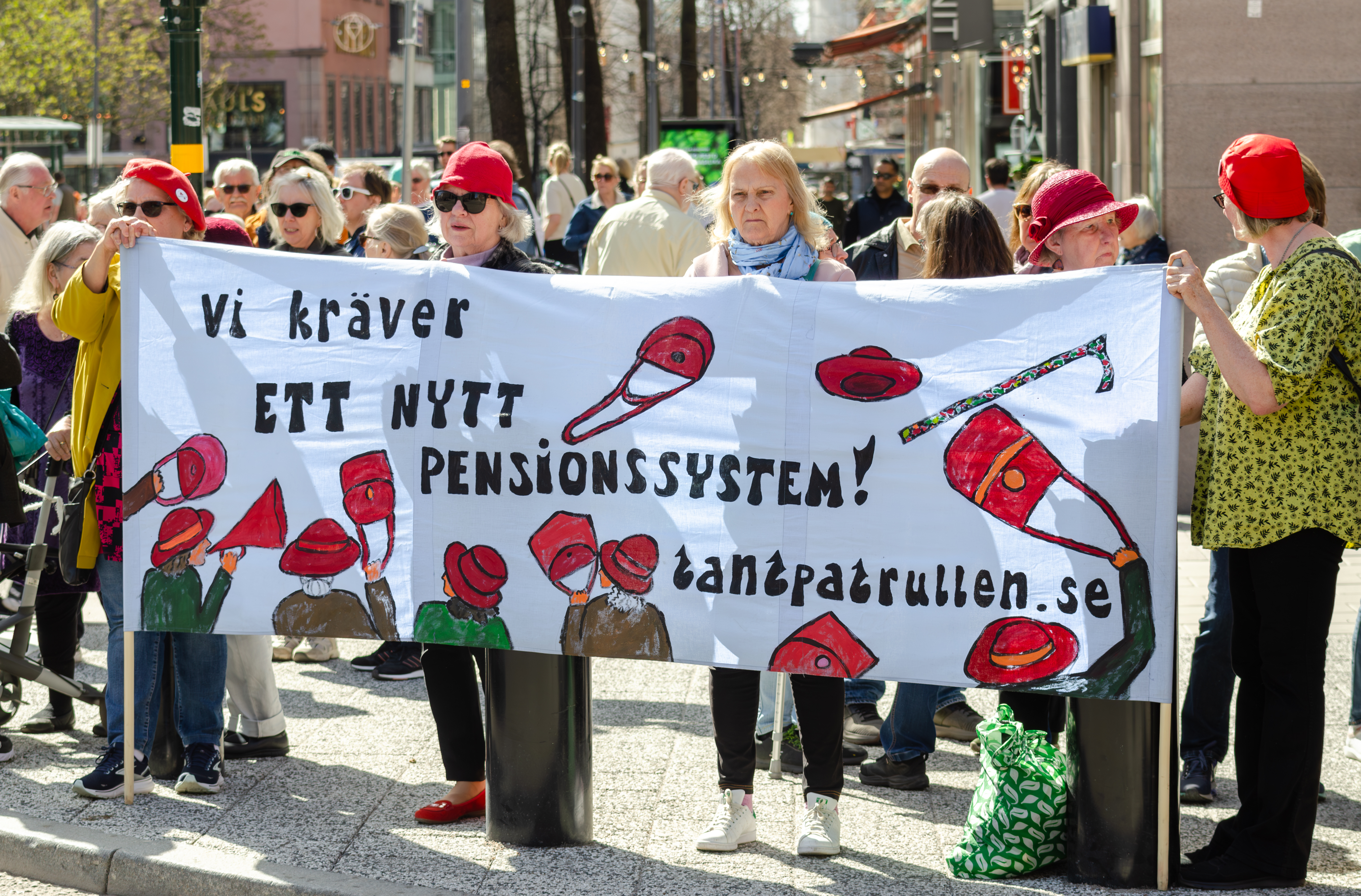
Tantpatrullen, en politiskt obunden förening, som kämpar för kvinnors rätt till en god pension och till jämställda löner, manifesterar på 1 maj 2024 i Stockholm.

Pension är allmänt sett ett årligt underhåll för person som på grund av ålder eller arbetsoförmåga fått minskade arbetsinkomster eller upphört helt med förvärvsarbete. Den är ersättning från staten, arbetsgivare, försäkringsbolag eller fond till den som permanent förlorat en inkomst, vanligtvis syftar man på ålderspension, men det kan även vara en ersättning efter avslutning av en viss tids förtroendeuppdrag såsom förtroendevalda politiker. En person som får pension kallas för pensionär. Vissa yrkesgrupper, som de flesta dansare, operasångare, idrottare, har normalt en tidigare pensionsavgång (ofta omkring 40-50-årsåldern) med annorlunda villkor från sitt yrke.

## Allmän pension
Allmän pension, tidigare kallad ålderspension, är den pension man får från staten när man lämnar arbetslivet på grund av att man uppnått den lagstadgade pensionsåldern. Den allmänna pensionen i Sverige administreras av Pensionsmyndigheten. Idag går det att ansöka om allmän pension tidigast från 63 års ålder. Garantipension och inkomstpensionstillägg kan man ha rätt till från den månad man fyller 66 år.
När det första allmänna pensionssystem trädde i kraft 1914 var den allmänna pensionsåldern 67 år, och först 1976 sänktes den till 65 år. Pensionsåldern var sedan oförändrad fram till pensionsreformen 1994/98.
Den allmänna pensionen finansieras av staten genom skatter, tjänstepensionen av arbetsgivare och genom eget pensionssparande. I Sverige har man valt att ha en skattefinansierad grundpension (garantipension) för dem som inte har haft någon inkomst och en inkomstpension som bekostas av arbetsgivaren. Pension är uppskjuten lön och ålderspensionssystem innehåller ofta ett försäkringsmoment, då exempelvis pensionen ska betalas livet ut även om man lever längre än genomsnittet, eller genom att betalas ut till efterlevande vid dödsfall. En del av pensionen kan också väljas att tas under en kortare period.

## Ålderspensionssystem i olika länder
Hur pensionssystemet är uppbyggt varierar mycket mellan olika länder. Bland annat inverkar synen på fördelningen mellan gemensamt och individuellt ansvar för pensionen och hur arbetsmarknaden i allmänhet är organiserad.
Runt 2014 låg pensionsåldern världen över i genomsnitt kring 65 års ålder.

## Äldre benämningar
En äldre benämning på Allmän pension var ålderspension. Livränta används idag mest i samband med (tillfällig eller permanent) ersättning till följd av arbetsskada. En annan äldre benämning är gratial, som användes av armén och flottan. 

## Sverige

### Nutida typer av pension
- Allmän pension (i Sverige) (som består av inkomstpension, tilläggspension, garantipension och premiepension)
- Avtalspension/ tjänstepension
- Sjukersättning
- Efterlevandepension, Barnpension, omställningspension
- Äldreförsörjningsstöd
- Bostadstillägg för pensionärer

### Avskaffade typer av pension
- Folkpension och Allmän tilläggspension[källa behövs]
- Förtidspension
- Sjukpension
- Änkepension

## Ålderspension i Västeuropa
Officiell pensionsålder och faktisk, genomsnittlig, avgångsålder från arbetslivet i Europa under 2005
| Land           | Pensionsålder | Avgångsålder |
| Island         | 67            | 66,3         |
| Norge          | 67            | 63,1         |
| Irland         | 66            | 64,1         |
| Sverige        | 67            | 63,7         |
| Portugal       | 65            | 63,1         |
| Storbritannien | 65            | 62,6         |
| Schweiz        | 65            | 62,5         |
| Spanien        | 65            | 62,4         |
| Finland        | 65            | 61,7         |
| Nederländerna  | 65            | 61,5         |
| Belgien        | 65            | 60,6         |
| Österrike      | 65            | 59,8         |
| Italien        | 65            | 59,7         |
| Luxemburg      | 65            | 59,4         |
| Danmark        | 65            | 60,9         |
| Tyskland       | 65            | 61,3         |
| Frankrike      | 62            | 58,8         |
| Grekland       | 65            | 61,7         |